# OpenCSW
Open Community Software Project (OpenCSW) — проект по предоставлению бинарных пакетов программного обеспечения с открытым кодом для операционной системы Solaris. Он был создан из-за разногласий, возникших между участниками проекта Blastwave.
OpenCSW предоставляет скомпилированные пакеты для Solaris 8, 9 и 10 на платформах SPARC и x86.
Для установки программ могут применяться две утилиты: pkg-get или pkgutil. Они автоматически определяют зависимости и скачивают необходимые файлы, что значительно облегчает установку.
Пакеты собираются с помощью фреймворка GAR, который автоматизирует сборку больших пакетов под Solaris.